# Trackstar
Trackstar (znany również jako Trackstar Racing) – szwedzki zespół wyścigowy, założony w 2005 roku przez Åke Janssona i Håkana Ricknäsa. Obecnie ekipa startuje jedynie w Północnoeuropejskim Pucharze Formuły Renault 2.0, jednak w przeszłości zespół pojawiał się także na starcie w Szwedzkiej Formule Ford, Skandynawskim Pucharze Porsche Carrera, Północnoeuropejskim Pucharze Formuły Renault 2.0, Nordyckiej Formule Renault, Szwedzkiej Formule Renault, Fińskiej Formule Renault oraz w Europejskim Pucharze Formuły Renault 2.0.

## Starty

### Europejski Puchar Formuły Renault 2.0
| Rok  | Bolid          | Kierowcy       | Wyścigi | Wygrane | PP | NO | Pkt | M.K. | M.Z. |
| ---- | -------------- | -------------- | ------- | ------- | -- | -- | --- | ---- | ---- |
| 2011 | Tatuus-Renault | Victor Bouveng | 2       | 0       | 0  | 0  | 0   | NS†  | NS†  |

† – Zawodnik nie był zaliczany do klasyfikacji.